# Charaxes lucretius
Charaxes lucretius är en fjärilsart som beskrevs av Pieter Cramer 1777. Charaxes lucretius ingår i släktet Charaxes och familjen praktfjärilar. Inga underarter finns listade i Catalogue of Life.

## Bildgalleri

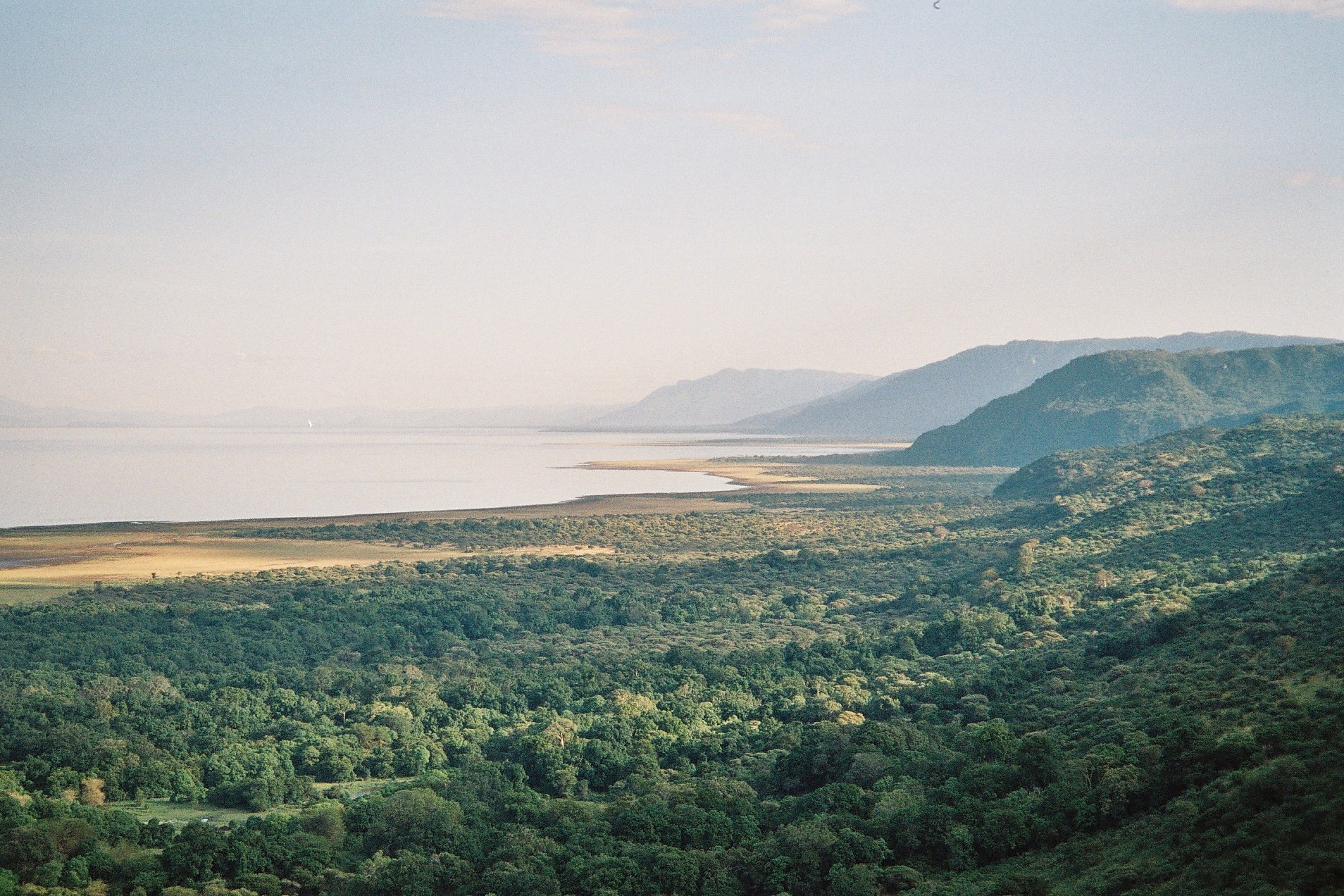